# ساغار شارما
ساغار شارما (30 ديسمبر 1997 - ) هو لاعب كريكت هندي.

## وصلات خارجية
- ساغار شارما على موقع إي آس بي آن كريك إنفو (الإنجليزية)